# Igreja de São Jorge (Velas)

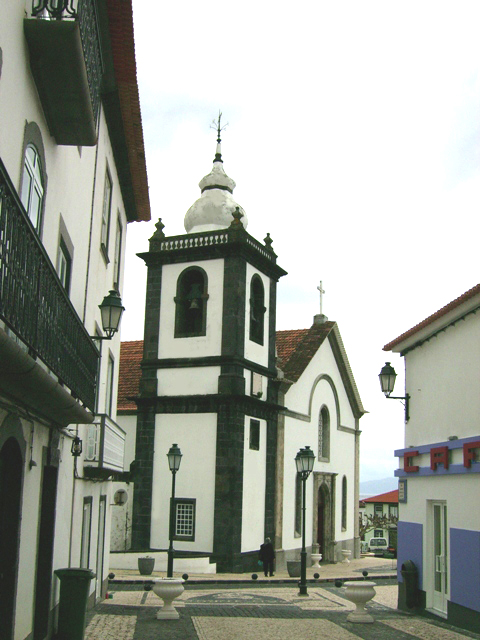
Igreja de São Jorge, matriz de Velas, na Ilha de São Jorge.

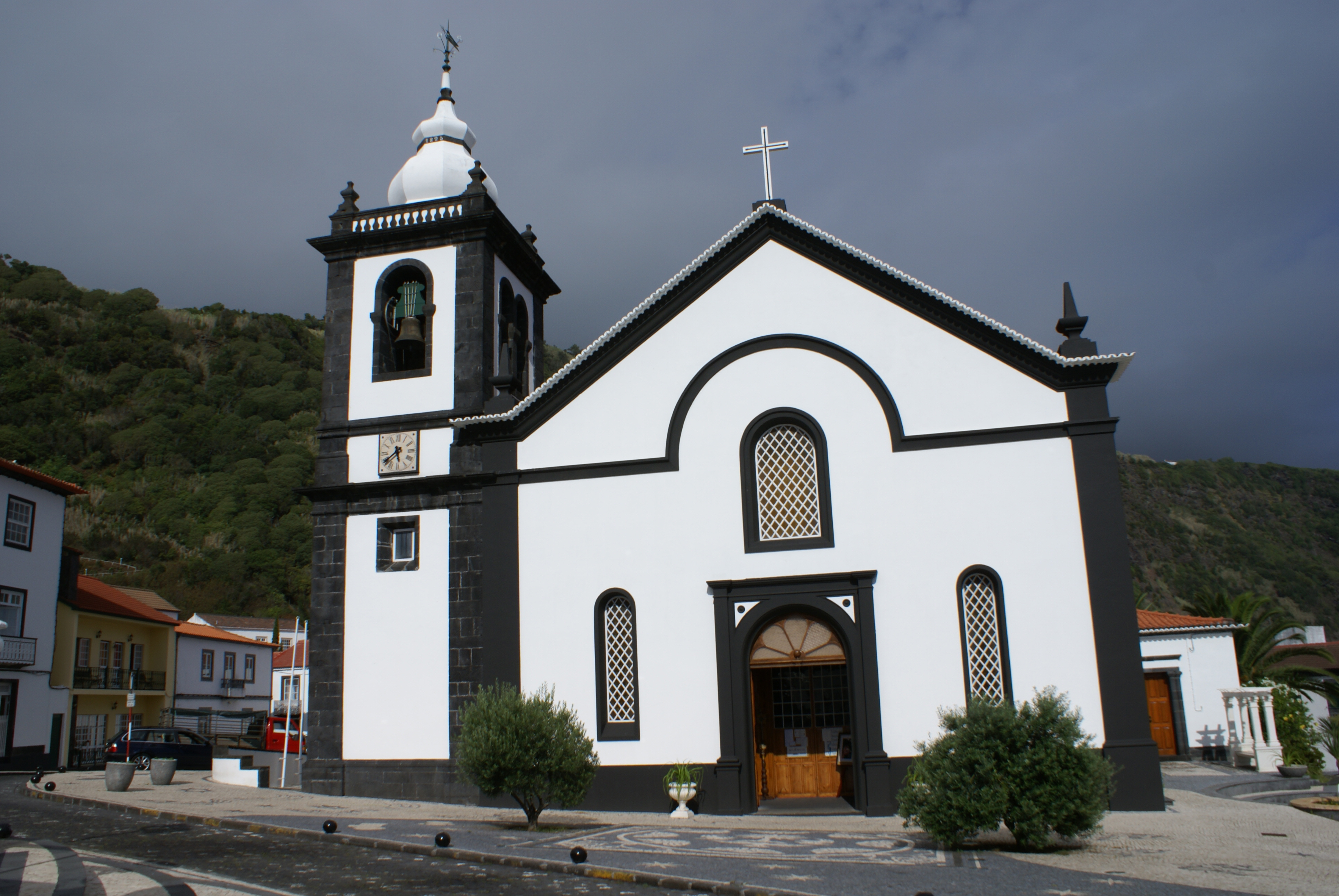
Igreja de São Jorge, fachada.

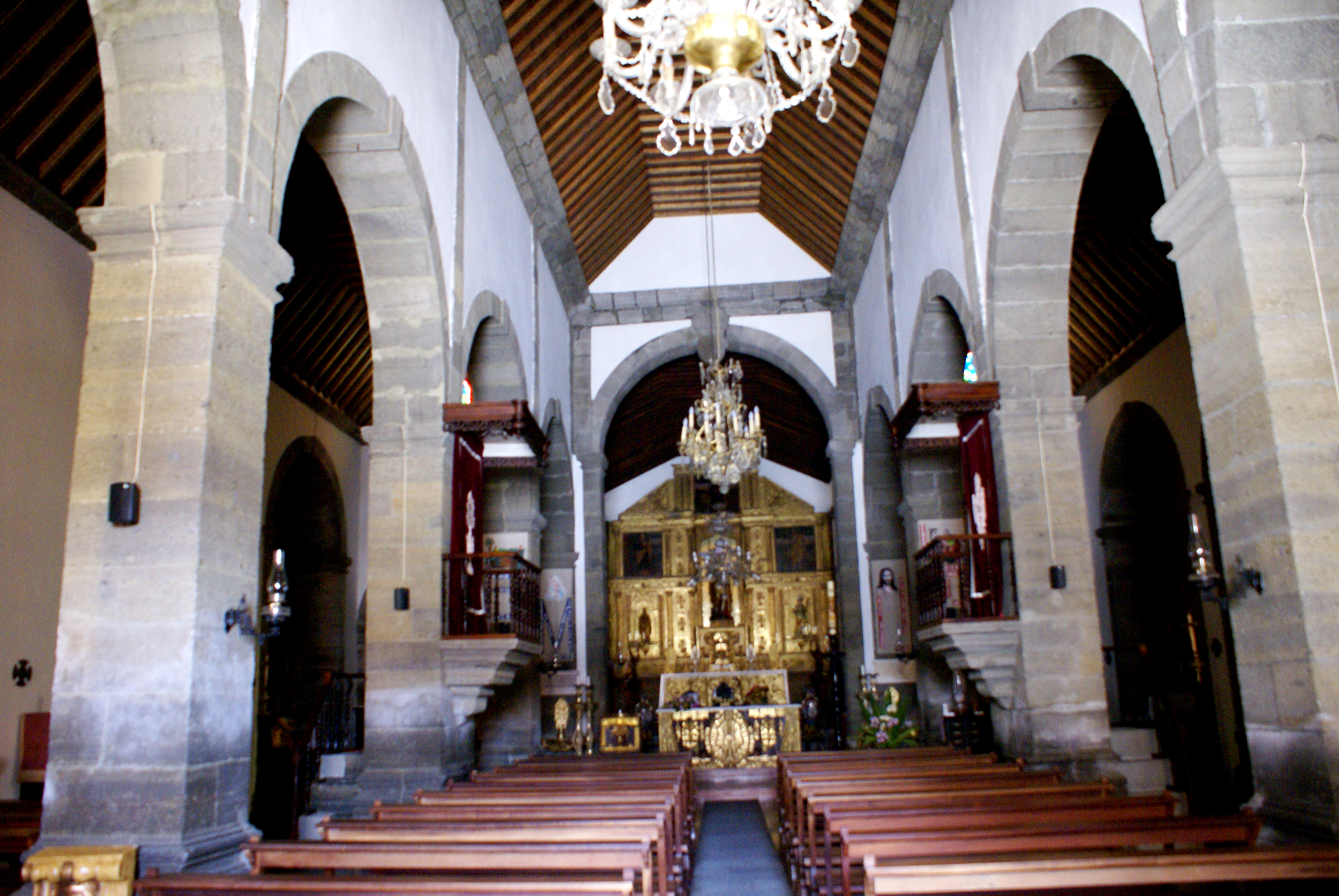
Igreja de São Jorge, nave central.

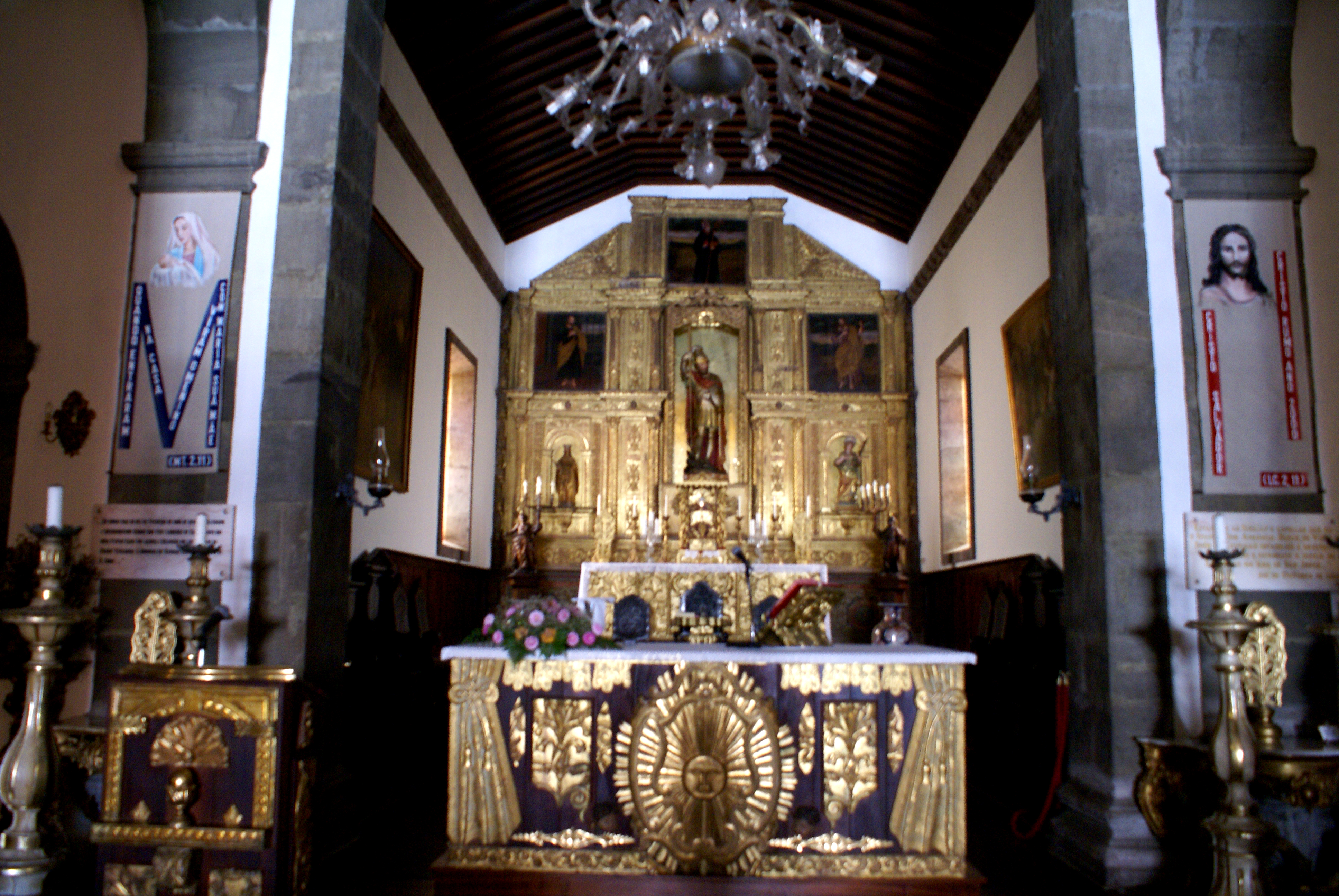
Igreja de São Jorge, altar-mor.

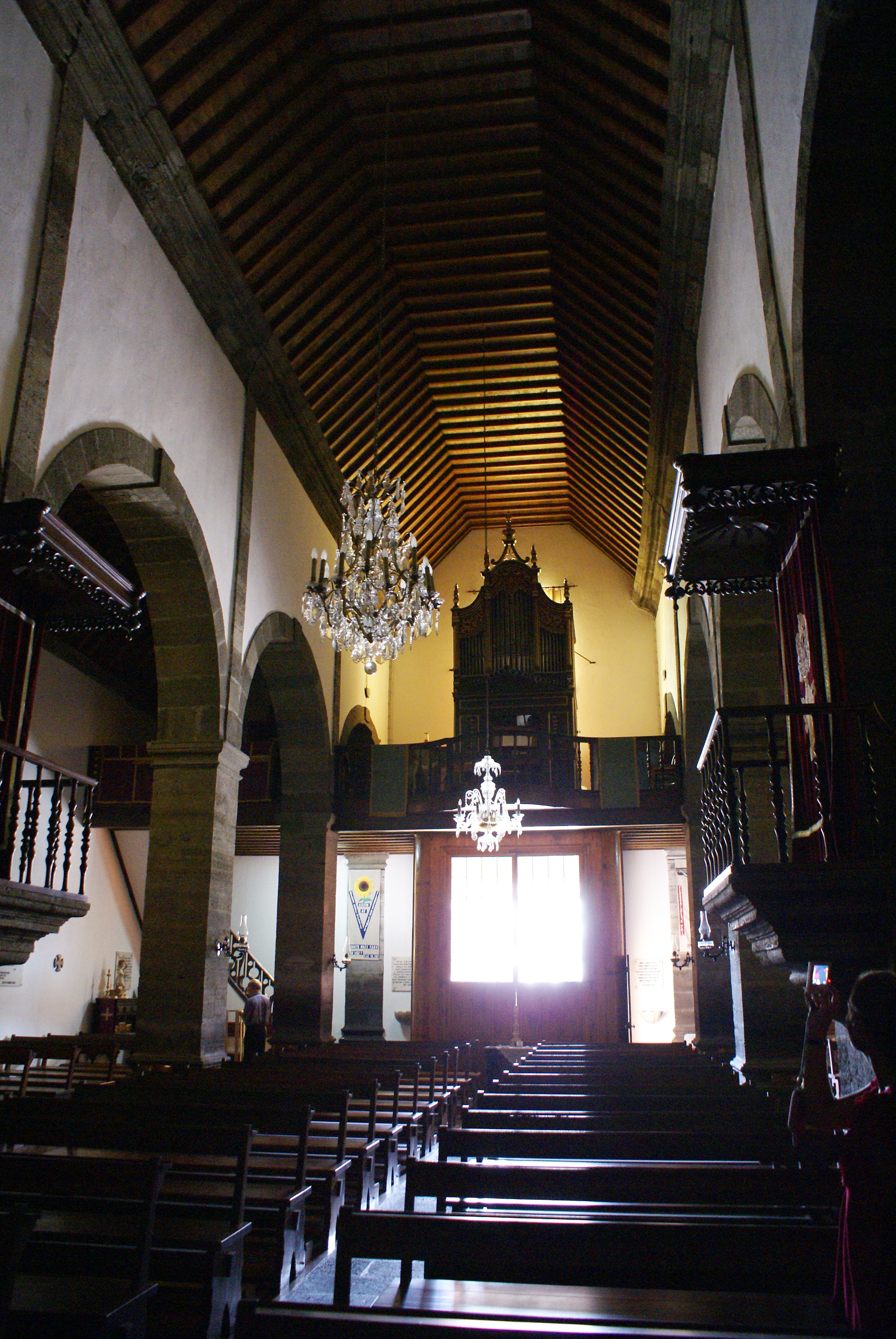
Igreja de São Jorge, Tecto em caixotão.

A Igreja Matriz de São Jorge é uma igreja católica portuguesa localizada em Velas, na ilha açoriana de São Jorge.
Esta igreja foi levantada no local onde dantes existia a primitiva igreja de São Jorge de que fala o testamento do Infante Dom Henrique, e que datava de 1460.
A licença para a sua construção foi requerida pelo padre Baltazar Dias Teixeira, e concedida por Afonso VI,  por alvará de 23 de Abril de 1659. Para esse efeito, em Outubro de 1660 a Câmara Municipal de Velas teve de lançar uma finta anual a começar no ano seguinte.
Todavia, só em 1664 a obra da edificação principiou, sendo arquitecto da mesma o pedreiro Francisco Rodrigues. A construção decorreu normalmente, sendo a igreja sagrada em Fevereiro de 1675, pelo então bispo de Angra do Heroísmo,
Lourenço de Castro.
A actual fachada já não é a mesma de então. No seu interior, composto por três naves, são dignos de nota o retábulo da capela-mor que, segundo a opinião do Dr. João  Teixeira Sousa, parece ter sido o que D. Sebastião ofereceu à vila, e a que se refere a vereação de 12 de Agosto de 1570.
Destaca-se também o altar lateral com abóbada de caixotões, tendo no centro a figuração do Santíssimo Sacramento lavrada na cantaria basáltica e dois púlpitos em pedra, com escada. No coro alto, encontra-se um órgão de tubos construído em 1865 por Tomé Gregório de Lacerda, tio do compositor Francisco de Lacerda.
Quando aquele bispo esteve na ilha para a sagração do templo, a artilharia dos Fortes das Velas gastaram em salvas, à entrada e à saída 110 libras (medidas da altuta) de pólvora. A construção da torre decorreu em 1825, segundo Avelar, nela se colocando três sinos que, em 1831, foram apeados para fazer moeda na Ilha Terceira. O sino grande que  foi posto em 1871 pesava 468,700 quilos.
Esta igreja matriz possuía várias confrarias que mais tarde  seriam extintas. Em 1902 a única confraria ali existente era do Santíssimo Sacramento, erecta em 1793, e que tinha a seu cargo as festividades ligadas com a procissão do Corpo de Cristo e as cerimónias das endoenças.
Esta igreja tem vaios vitrais contemporâneos, testemunhando a lenda de São Jorge a matar o dragão.

## Museu de Arte Sacra
Associado a esta igreja encontra-se o Museu de Arte Sacra de São Jorge, que possui uma interessante colecção de imagens sacras, uma pintura em vidro representando São Jorge, e valiosas alfaias em prata: turíbulos, navetas e custódias.
Tem ainda no seu acervo esculturas, cerâmicas, móveis, fotografias e um importante arquivo histórico que se encontra classificado pela Universidade dos Açores.